# Recht am eigenen Bild (Italien)
Das Recht am eigenen Bild in Italien ist im Gesetz vom 22. April 1941, Nr. 633 (Schutz des Urheberrechts und verwandter Schutzrechte), II. Teil Bildnisrechte (italienisch Diritti relativi al ritratto) geregelt. Laut Gesetz vom 22. April 1941, Nr. 633 Art. 96 darf das Bildnis einer Person nicht ohne deren Zustimmung ausgestellt, vervielfältigt oder in den Handel gebracht werden.
Ausnahmen regelt Art. 97 S. 1, wonach es der Einwilligung nicht bedarf, wenn die Wiedergabe der Abbildung gerechtfertigt ist. Diese Rechtfertigung kann sich aus der Berühmtheit der abgebildeten Person oder durch die Ausübung eines öffentlichen Amtes ergeben. Zu justiziellen oder polizeilichen Zwecken sowie bei wissenschaftlichen, pädagogischen oder kulturellen Gründen ist die Einwilligung ebenfalls entbehrlich. Gleiches gilt, wenn die Wiedergabe der Berichterstattung über Ereignisse dient, an denen ein öffentliches Interesse besteht beziehungsweise die in der Öffentlichkeit stattfanden. Des Weiteren ist die Veröffentlichung und der kommerzielle Vertrieb gemäß Art. 97 S. 2 dennoch verboten, wenn dadurch die Würde des Abgebildeten verletzt würde.